# Хоја де Монторос (Канелас)
Хоја де Монторос (шп. Joya de Montoros) насеље је у Мексику у савезној држави Дуранго у општини Канелас. Насеље се налази на надморској висини од 2275 м.

## Становништво
Према подацима из 2010. године у насељу је живело 10 становника.

### Хронологија
| Година       | 2000         | 2005       | 2010 |
| ------------ | ------------ | ---------- | ---- |
| Становништво | 22 (10 / 12) | 14 (8 / 6) | 10   |

### Попис
| # | Индикатор                     | Вредност |
| - | ----------------------------- | -------- |
| 1 | Укупно домаћинстава           | 5        |
| 2 | Укупно насељених домаћинстава | 2        |
| 3 | Величина локације             | 1        |